# Basilobelba baltazarae
Basilobelba baltazarae är en kvalsterart som beskrevs av Corpuz-Raros 1979. Basilobelba baltazarae ingår i släktet Basilobelba och familjen Basilobelbidae. Inga underarter finns listade.